# الولد الخارق (فلم)
أسترو بوي هو فيلم كوميدي تم إنتاجه في هونغ كونغ والولايات المتحدة وصدر في سنة 2009. تحريك حاسوبي، هو فيلم رسوم متحركة: فيلم حركة وكوميديا من إخراج ديفيد باورز ومن بطولة فريدي هايمور وكريستين بيل وناثان لين ويوجين ليفي وبيل ناي.

## القصة
- تدور احداث القصة في ميتروسيتي حول طفل صغير توفي لكن تدخل اباه العبقري جعله يرجع للحياة بواسطة نزع القلب البشري وتركيب قلب اصطناعي ازرق حتى رجع إلى الحياة واصبح غير اعتيادي....
- لكن في وقت اخر كاد «توبي» الطفل الصغيراللعب من فوق منزله الذي يعد من بين ناطحات سحاب عندما انزلق من فوقه وهو نازل من شدة الخوف، أصبح بطلا خارقا يطير في الاعلى بسبب القوة المتجمعة في رجليه...

وفي الوقت نفسه تمت مطاردته من طرف شخص يقود مجموعة من الاليين المسلحين...وذالك عبر ارادته لذاك القلب الاصطناعي...
- وفي وقت اخر وجد نفسه خارج مدينته ليتعرف على أطفال أيتام يقضي معهم صداقة عالية واخترع اليا اسمه «زوغ» في حين تم اكتشاف هويته بأنه طفل ألي.

...وفي ما بعد اخترع ذلك الشخص الذي يريد قلب «توبي» الاصطناعي اليا ضخما لديه قلب اصطناعي احمر طارد «توبي» وهذا الطفل انقذ حياة الناس وتلاقى قلبه مع قلب الالي الشرير وتم موت الاتنين...غير ان «توبي» يرجع للحياة بقلب اخر هداه له «زوغ» وعاد «توبي» للحياة محبا لوالد والتقاء صديقته بوالديها.

## الميزانية والإيرادات
بلغت تكلفة إنتاج الفيلم حوالي 65 مليون دولار بينما حقق إيرادات تقدر بـ 44.1 مليون دولار.

## وصلات خارجية
- مقالات تستعمل روابط فنية بلا صلة مع ويكي بيانات

.